# Carlos Fernández Gondín
Carlos Fernández Gondín (Santiago de Cuba, 1 de julio de 1938 - La Habana, 7 de enero de 2017) fue un militar y político cubano. Fue ministro del Interior de su país entre 2015 y 2017.

## Carrera militar
Realizó acciones durante la lucha clandestina antes de su integración en abril de 1958 al Ejército Rebelde en el II Frente Oriental "Frank País", con el que participó en varios combates hasta el triunfo de la Revolución cubana el 1 de enero de 1959.
Actuó como Primer Sustituto del Jefe de la Dirección de Contrainteligencia Militar de Fuerzas Armadas Revolucionarias.
Fue parte del contingente cubano en la Guerra de la frontera de Sudáfrica y la guerra civil de Angola, donde fue 2.º Jefe de la Misión Militar y Jefe del Frente Este.

## Carrera política
Fue fundador del Partido Comunista de Cuba y miembro de su Comité Central desde 1980.
Fue elegido diputado a la Asamblea Nacional del Poder Popular en la VII Legislatura.
Fue ministro del Interior desde octubre de 2015 hasta su muerte.

## Reconocimientos
Recibió múltiples condecoraciones como la Orden Máximo Gómez y el Título honorífico de Héroe de la República de Cuba otorgadas por el Estado y Gobierno cubano «por sus servicios a la Patria y la Revolución».[cita requerida]